# Gretchen Wilson
Gretchen Wilson (* 26. června 1973) je americká countryová zpěvačka a kytaristka. Svou kariéru zahájila již v devadesátých letech, ale úspěchu se jí dostalo až poté, co v roce 2004 podepsala smlouvu s vydavatelstvím Epic Records. Její první singl „Redneck Woman“, který pocházel z alba Here for the Party, se umístil na první příčce hitparády Hot Country Songs časopisu Billboard. Album samotné se stalo pětkrát platinovým (RIAA). Později vydala několik dalších alb. V roce 2008 zpívala Americkou hymnu na Republikánském národním shromáždění.

## Diskografie
- Here for the Party (2004)
- All Jacked Up (2005)
- One of the Boys (2007)
- I Got Your Country Right Here (2010)
- Right on Time (2013)
- Under the Covers (2013)
- Ready to Get Rowdy (2017)